# Liste der Monuments historiques in der Kirche St-Siffrein (Carpentras)
Die Liste der Monuments historiques in der Kirche St-Siffrein (Carpentras) führt die als Monument historique klassifizierten Objekte in der ehemaligen Kathedralkirche St-Siffrein in der französischen Stadt Carpentras auf.

## Liste der Objekte
| Bezeichnung | Beschreibung | Standort                             | Kennzeichnung | Schutzstatus             | Datum | Bild           |
| --- | --- | ------------------------------------ | ------------- | ------------------------ | ----- | -------------- |
| Geländer der ehemaligen Bischofstribüne (Gitter)                                                                                                 | 17. Jh., Schmiedeeisenarbeit vom Kunstschmied Meinier, nach einer Zeichnung von Royers de La Valfenière |                                      | PM84000684    | Classé au titre immeuble | 1840  |                |
| Gemälde Hl. Helena reicht Konstantin die Heilige Trense                                                                                          | 1630, Öl auf Leinwand, möglicherweise von Wilhelm Ernst Greve, doppelter Eintrag in der Base Palissy: PM84001454 |                                      | PM84001453    | Inscrit                  | 2019  |                |
| Gemälde (Diptychon) Die Verkündigung | |                                      | PM84000317    | Classé                   | 1908  |                |
| Grabmal von Louis II de Fortia de Montréal | |                                      | PM84000677    | Classé au titre immeuble | 1840  |                |
| Grabmal von Achille Gymnasi, Rektor des Comtat († 1594)                                                                                          | Zwei korinthische Säulen auf Sockeln tragen ein Gebälk und einen Giebel mit verzierten Kragsteinen. Zwischen den Sockeln befindet sich der Sarkophag, der an den Seiten mit Vorsprüngen und runden Formen verziert ist. Oben wird die Grabinschrift von einer in Gips nachgearbeiteten Büste überragt. An den Ecken des Giebels stehen zwei mit Früchten beladene Vasen. Auf dem Akroterion befindet sich ein Rahmen, der von Konsolen flankiert und von einem gekrümmten Giebel gekrönt wird.                                  |                                      | PM84000675    | Classé au titre immeuble | 1840  |                |
| Hauptaltar, Tabernakel, Skulptur (Gloria) | |                                      | PM84000329    | Classé                   | 1910  | weitere Bilder |
| Kanzel | 18. Jh., geschnitztes Holz, vom Schreiner Pansin aus Avignon |                                      | PM84000687    | Classé au titre immeuble | 1840  | weitere Bilder |
| Messgewand Christus am Kreuz, Jungfrau Maria, gestützt vom hl. Johannes und einer heiligen Frau, Büsten von Gottvater, den hl. Petrus und Paulus | 15. Jh., „Inferriata“-Samt, Seidensamt, Aurifrisium-Stickerei mit Fäden aus Gold und bunter Seide auf gestepptem Stoff, Kordeln, rot und grün gewebte Borten |                                      | PM84001457    | Inscrit                  | 2019  |                |
| Rahmen eines Polyptychon | 17. Jh., vergoldetes Holz, von Jacques Bernus |                                      | PM84000323    | Classé                   | 1908  |                |
| Italienischer Rauchmantel | 18. Jh., Stickerei aus mehrfarbigen Seidenfäden und aus Silberfäden, Feston-Borten abwechselnd in Gold und Silber |                                      | PM84001456    | Inscrit                  | 2019  |                |
| Rauchmantel und Manipel von Monseigneur d’Inguimbert                                                                                             | 18. Jh., Seidensatin mit bunten, goldenen und silbernen Blumenmotiven, goldene Borten |                                      | PM84001455    | Inscrit                  | 2019  |                |
| Triptychon Die Krönung Mariens, der hl. Siffrein, der hl. Michael                                                                                | Dreiteiliges Gemälde auf Goldgrund aus dem 15. Jh. Auf dem Rahmen befinden sich mehrere Schilde mit dem Wappen der Familie Plane, die ursprünglich aus dem Piemont stammt und sich im 14. Jahrhundert in Carpentras niedergelassen hatte. |                                      | PM84000690    | Classé                   | 1902  |                |
| Zwei große Statuen Betende Engel | 17. Jh., vergoldetes Holz, von Jacques Bernus | Seiten des Hauptaltars               | PM84000322    | Classé                   | 1908  |                |
| Gemälde Der hl. Lorenz, die Jungfrau Maria und ein Bischof                                                                                       | 17. Jh., von Franciscus Trevisianus | Apsis                                | PM84000319    | Classé                   | 1908  |                |
| Flügel des Polyptychons Die hl. Katharina, eine Stifterin und ihre Tochter auf den Knien und auf der Rückseite, die hl. Martha, der hl. Siffrein | Beidseitig mit Grisaillen bemalte Polyptychon-Flügel aus dem 16. Jh. | Apsis                                | PM84000330    | Classé                   | 1923  |                |
| Geländer der Tribüne | Der Balkon über dem Banc d’oeuvre dient als Tribüne. Er ist für die Segnung der Heiligen Trense bestimmt und führt zum ehemaligen Kapitelsaal. | über dem Banc d’oeuvre               | PM84000686    | Classé au titre immeuble | 1840  |                |
| Chorgitter | | Chor                                 | PM84000685    | Classé au titre immeuble | 1840  |                |
| Grabtafel von Bischof Ayrard | 12. Jh., lateinische Inschrift: “Artus Ayrardi redolent velut unccio nardi hie presul verus paradisi munus adeptus pridie sub marci finem scitote kalendas. Amen.” | Chor                                 | PM84000673    | Classé au titre immeuble | 1840  |                |
| Kirchenfenster | 15. Jh. | Chor                                 | PM84000671    | Classé au titre immeuble | 1840  |                |
| Emporenorgel | Die Existenz einer Orgel in der Kathedrale von Carpentras ist bereits im 15. Jahrhundert bezeugt. Das Instrument der Brüder Eustache (1643) wurde in den 1840er Jahren durch eine neue Orgel von Daublaine & Callinet ersetzt. | Chor                                 | PM84001151    | Classé au titre immeuble | 1840  | weitere Bilder |
| Prospekt der Emporenorgel | Das erste Prospekt wurde von Jean de Sels und Jacques Perrin aus Cavaillon nach Zeichnungen von Sieur de Valfrenière angefertigt. Ein zweites Prospekt (Blindprospekt) wurde 1643 bei den Holzbildhauern A. Grimauld und Charles Condré aus Carpentras bestellt. Er wurde gegenüber dem ersten Prospekt auf der Evangelienseite aufgestellt. | Chor                                 | PM84000682    | Classé au titre immeuble | 1840  |                |
| Statuen Die theologischen Tugenden, Sechzehn Engel mit Emblemen                                                                                  | | Chor                                 | PM84000680    | Classé au titre immeuble | 1840  | weitere Bilder |
| Konsole | | Chor, Südseite                       | PM84000331    | Classé                   | 1923  |                |
| Zwei Hängelampen | | Choreingang                          | PM84000324    | Classé                   | 1908  |                |
| Gemälde Hl. Thomas von Aquin | 17. Jh., möglicherweise von Nicolas Mignard | 1. Kapelle                           | PM84000321    | Classé                   | 1908  |                |
| Altar | 18. Jh., Altar aus grauem Marmor mit Tafeln aus roten Marmor. | 6. Kapelle Evangelienseite           | PM84000689    | Classé au titre immeuble | 1840  |                |
| Reliquienstatue des hl. Crispinus | | Kapelle der Fegefeuerseelen          | PM84000335    | Classé                   | 1933  |                |
| Statue des hl. Rochus | | Kapelle der Fegefeuerseelen          | PM84000336    | Classé                   | 1933  |                |
| Altarretabel der Marienkapelle | 16. Jh., bunter Marmor, stammt aus dem ehemaligen Karmeliterkloster. Diesem wurde es von einer Nonne aus der Familie Doria aus Genua geschenkt, als sie in das Kloster eintrat. | Marienkapelle                        | PM84000678    | Classé au titre immeuble | 1840  |                |
| Gemälde Anbetung der Könige | 18. Jh., von Natoire | Marienkapelle                        | PM84000327    | Classé                   | 1908  |                |
| Gemälde Die Heimsuchung | 16./17. Jh., vom holländischen Maler Antonius Schasnians († 1610) | Marienkapelle                        | PM84000318    | Classé                   | 1908  |                |
| Türflügel | Zwei mit Blumen und Flechtwerk verzierte Türblätter, 16. Jh. | Marienkapelle                        | PM84000679    | Classé au titre immeuble | 1840  |                |
| Gemälde Pfingsten | 18. Jh., von Joseph Siffred Duplessis | 1. Nordkapelle                       | PM84000328    | Classé                   | 1908  |                |
| Tabernakel | Sich an Hüllen festhaltende Engel bilden Karyatiden und unterteilen den Tabernakel in fünf Felder. Das mittlere, breiter als die anderen, wird von einer Tür durchbrochen, die mit einem Ecce Homo verziert und von einem Rundbogen eingerahmt ist, der die Jahreszahl 1606 in zwei Hälften schneidet, darüber befindet sich ein unterbrochener krummliniger Giebel. | Altar der 1. Nordkapelle             | PM84000332    | Classé                   | 1933  |                |
| Bekrönung des Tabernakels mit Statuette Das Jesuskind                                                                                            | | Altar der 1. Nordkapelle             | PM84000333    | Classé                   | 1933  |                |
| Grabmal von Bischof J. Sadoleto | | Kapelle Notre-Dame des sept douleurs | PM84000674    | Classé au titre immeuble | 1840  |                |
| Kirchenfenster mit dem hl. Michael | 15. Jh., trägt das Wappen des Bischofs Michel Anglici (1457–1473). | Kapelle Sacré-Coeur                  | PM84000672    | Classé au titre immeuble | 1840  |                |
| Retabel | | Kapelle Saint-François               | PM84000688    | Classé au titre immeuble | 1840  |                |
| Gemälde Die Jungfrau Maria, der hl. Bernhard, der hl. Ludwig, die hl. Helena und die hl. Magdalena                                               | Gemälde von Nicolas Mignard, stammt aus dem ehemaligen Bernhardinerkonvent | Kapelle Saint-Louis                  | PM84000320    | Classé                   | 1908  |                |
| Retabel | | Kapelle Saint-Siffrein               | PM84000683    | Classé au titre immeuble | 1840  |                |
| Statue Der hl. Siffrein kniend auf einem Betstuhl                                                                                                | | Kapelle Saint-Siffrein               | PM84000337    | Classé                   | 1933  |                |
| Gedenktafel zur Grundsteinlegung der Kathedrale im Jahre 1405                                                                                    | 15. Jh., lateinische Inschrift: “Anno a Nativitate Domini MCCCC Quinto die festi cathdre beati Petri apostoli fuit positus primus lapis hujus enlesie nove almi confessoris Beati Syffredi episcopi et patroni presentis civitatis Carpent per reveren dissimum in X° patrem dominum Artandum archiepiscopum Arela tensem nomine sanctissimi ni X° patris et domini Benedicti divina providentia pape XIII pontificatus sui anno XI Magister et ordinator hujus edificii fuit magister Colinus Thomacii de Dinant en Bretanha.” | nahe der Kapelle Sainte-Anne         | PM84000316    | Classé au titre immeuble | 1840  |                |
| Statue des hl. Blasius | | Kapelle Sainte-Anne                  | PM84000334    | Classé                   | 1933  |                |
| Zwei Gemälde Saint François de Sales und Saint Jeanne de Chantal, Das Heiligste Herz                                                             | 17./18. Jh., möglicherweise von Pierre Parrocel, stammt aus dem ehemaligen Heimsuchungskonvent und wurde 1993–1994 von Catherine Goupil und Serge Tiers restauriert | 1. Südkapelle                        | PM84000326    | Classé                   | 1908  |                |
| Einfassung des Schrankes für die heiligen Öle | | Wand des nördlichen Querschiffs      | PM84000681    | Classé au titre immeuble | 1840  |                |
| Gemälde mit dem hl. Siffrein | | Alter Reliquienschrank               | PM84000377    | Classé                   | 1971  |                |
| Grabmal von Laurent Buti, Bischof von Carpentras (1691–1710)                                                                                     | 18. Jh., über dem Sarkophag ist der Bischof auf einem Kissen kniend dargestellt. | am Triumphbogen                      | PM84000676    | Classé au titre immeuble | 1840  | weitere Bilder |